# Коронавірусна хвороба 2019 в Іраку
Спалах коронавірусної хвороби 2019 в Іраку — це поширення пандемії коронавірусної хвороби 2019 на територію Іраку. Перший випадок хвороби зареєстровано 22 лютого 2020 року в місті Ен-Наджаф. До квітня в країні виявлено понад 100 підтверджених випадків коронавірусної хвороби у провінціях Багдад, Басра, Сулейманія, Ербіль та Наджаф.
Станом на 7 квітня на всій території Іраку (включно з Іракським Курдистаном) проведено 28 414 тестів на коронавірус, причому 1202 з них виявились позитивними. З них 12 143 проведено в Іракському Курдистані, і лише 16 271 проведено на решті території Іраку. Хоча в Іракському Курдистані відсоток охоплених тестуванням на коронавірус становив 0,25 %, проте на решті території країни він становив лише 0,05 %, що підкреслює можливу невідповідність кількості виявлених випадків на більшості території країни. Ірак вважається однією із найвразливіших країн до епідемії коронавірусної хвороби через низку причин, зокрема кількох воєн, санкцій ООН та релігійних конфліктів, протягом останніх трьох десятиліть.

## Фон
Коронавірусна хвороба стигматизує в Іраку, що призводить до небажання багатьох хворих у країні звертатися за медичною допомогою, що спричинює неповне виявлення нових випадків хвороби. Направлення людини в карантин спричинює додаткову стигматизацію особи. Влада країни також побоюється, що традиція миття тіла після смерті може спричинити швидше поширення коронавірусної хвороби.

## Хронологія

### 2020

#### Лютий
22 лютого 2020 повідомлено про підозру на коронавірусну хворобу в провінції Ді-Кар, яка була підтверджена обстеженням у місцевій лабораторії, проте міністерство охорони здоров'я здоров'я Іраку пізніше не підтвердило правильність цього обстеження. Наступного дня, 24 лютого, міністерство повідомило про виявлення першого підтвердженого випадку коронавірусної хвороби в провінції Наджаф. Першим хворим у країні виявився іранський студент релігійного навчального закладу у місті Ен-Наджаф, яке розміщене за 160 кілометрів на південь від столиці країни Багдада, цей випадок підтверджений лабораторним дослідженням протягом доби.

#### Березень
Перший випадок коронавірусної хвороби в Іракському Курдистані підтверджено 1 березня.
3 березня зареєстровано першу смерть від коронавірусної хвороби на території Іраку. Першим померлим став 70-річний місцевий ісламський проповідник Рашид Абдурахман. Повідомлено, що перший померлий у країні, який жив у провінції Сулейманія, хворів серцевою недостатністю та астмою, які й обтяжили перебіг нього коронавірусної хвороби. Наступного дня його син повідомив, що Абдурахман перед смертю не відвідував Іран, як це було помилково повідомлено.
4 березня представник міністерства охорони здоров'я країни повідомив про другу смерть у країні внаслідок коронавірусної хвороби, яка сталась у Багдаді, та про те, що загальна кількість виявлених випадків хвороби у країні зросла до 32. 6 березня повідомлено про перше одужання після коронавірусної хвороби в країні. 9 березня зареєстровано вже сьому смерть у країні, та першу в Басрі. Загальна кількість зареєстрованих випадків у країні зросла до 67. Наступного дня у провінціях Майсан і Бабіль зареєстровані випадки смерті від коронавірусної хвороби. Влада Іраку оголосила про повне закриття провінції Наджаф для в'їзду немісцевих жителів.
10 березня кількість зареєстрованих випадків коронавірусної хвороби в країні зросла до 71 після виявлення ще 4 хворих. Міністерство охорони здоров'я країни повідомило також про 15 одужань після коронавірусної хвороби. Серед цих одужань 11 зареєстровані в Багдаді та ще 4 у провінції Кіркук.
11 березня в країні зареєстровано восьму смерть від коронавірусної хвороби, уперше хворий помер у Кербелі. Станом на 12 березня міністерство охорони здоров'я Іраку повідомило про виявлення 79 випадків коронавірусної хвороби в країні.
14 березня в країні померло ще двоє хворих, загальна кількість померлих у країні досягла кількості 10 осіб, у тому числі уперше смерть зафіксована у подружжя з провінції Васіт, яке недавно відвідало Іран. У той же день пізніше міністерство охорони здоров'я Іраку повідомило, що в країні виявлено загалом 110 випадків коронавірусної хвороби, 26 хворих одужали.
16 березня зареєстровано 6 одужань. 17 березня одужало 9 хворих.
Станом на 18 березня кількість померлих від коронавірусної хвороби зросла до 12, зареєстровано 105 підозр на коронавірусну хворобу та 10 нових випадків хвороби. Новий випадок смерті хворого зареєстровано в провінції Басра, найбільше нових випадків хвороби, 5 хворих, зареєстровано в Багдаді.
Наступного дня кількість випадків хвороби в країні зросла до 192, зареєстровано 28 нових випадків, що стало найбільшим показником за день. Повідомлено також про одну нову смерть та 8 одужань після коронавірусної хвороби. 20 березня кількість випадків коронавірусної хвороби в країні виросла до 208, за добу в країні померло 4 хворих, унаслідок чого кількість смертей у країні внаслідок коронавірусної хвороби зросла до 17. 21 березня в країні зареєстровано 6 нових випадків коронавірусної хвороби, цього дня також одужали 2 хворих.
22 березня помело ще троє хворих у Багдаді, загальна кількість померлих унаслідок коронавірусної хвороби в країні збільшилась до 20, цього дня одужали ще 6 хворих.
23 березня в країні померли ще 3 хворих, одужали 5 хворих, загальна кількість випадків коронавірусної хвороби зросла до 266. Перший випадок хвороби зареєстровано в провінції Ніневія, таким чином, єдиною провінцією без зареєстрованих випадків хвороби залишилась провінція Салах-ед-Дін.
24 березня в країні зареєстровано 50 нових випадків хвороби. Міністерство охорони здоров'я Іраку оголосило, що кількість одужань у країні зросла до 75, а кількість смертей унаслідок коронавірусної хвороби зросла до 27.
25 березня виявлено 30 нових випадків коронавірусної хвороби, кількість одужань зросла до 89. Перший випадок хвороби зареєстровано в провінції Салах-ед-Дін у місті Ішакі, після чого випадки коронавірусної хвороби зареєстровані вже у всіх провінціях Іраку.
26 березня в країні зареєстровано 36 нових випадків коронавірусної хвороби, за добу померли 7 хворих. Загальна кількість одужань після коронавірусної хвороби в країні досягла кількості 105 осіб, загальна кількість померлих унаслідок коронавірусної хвороби в країні досягла кількості 36 осіб.
27 березня перші випадки коронавірусної хвороби зареєстровані в Халабджі та провінції Салах-ед-Дін, після чого у всіх провінціях Іраку зареєстровані випадки коронавірусної хвороби. Загальна кількість випадків коронавірусної хвороби в країні зросла до 458, за добу виявлено 76 нових випадків. Кількість померлих унаслідок коронавірусної хвороби збільшилася до 40, за добу померло 4 хворих. Кількість одужань після коронавірусної хвороби зросла до 122.
28 березня загальна кількість випадків коронавірусної хвороби в країні зросла до 506, за добу виявлено 48 нових випадків хвороби. За добу померло ще 2 хворих, після чого загальна кількість померлих унаслідок коронавірусної хвороби зросла до 42. Число одужань після коронавірусної хвороби в країні також зросло до 131.
29 березня загальна кількість випадків хвороби в країні збільшилась до 547 після виявлення 41 випадку хвороби за добу. Уперше за тиждень кількість померлих від коронавірусної хвороби не збільшувалась, оскільки нових смертей від коронавірусної хвороби за останню добу не зареєстровано. Кількість одужань після коронавірусної хвороби зросла до 143.
30 березня загальна кількість випадків хвороби в Іраку зросла до 630, виявлено 48 нових випадків хвороби. Кількість померлих унаслідок коронавірусної хвороби в країні збільшилась до 46, після того, як зареєстровано 4 смерті внаслідок коронавірусної хвороби за добу. Кількість одужань після коронавірусної хвороби в країні зросла до 152.
31 березня загальне число випадків коронавірусної хвороби в країні збільшилася до 695, за добу виявлено 48 нових випадків хвороби. Кількість померлих у країні збільшилась до 50 після того, як за добу померло ще 4 хворих. Кількість одужань після коронавірусної хвороби в країні зросла до 170.

#### Квітень
1 квітня загальна кількість випадків коронавірусної хвороби в країні досягла 728, за останню добу зареєстровано 33 нових випадки хвороби. Також за останню добу зареєстровано 2 смерті внаслідок коронавірусної хвороби та 12 одужань.
2 квітня комісія з питань зв'язку та засобів масової інформації Іраку повідомила, що її рішенням на три місяці позбавлено права працювати в країні міжнародне інформаційне агентство «Рейтер», оскільки воно повідомило, що реальна кількість хворих коронавірусною хворобою в Іраку значно більша, ніж повідомляють офіційні дані. У цьому повідомленні також сказано, що агентство оштрафоване на 20 тисяч доларів США, агентство також опублікувало вибачення за те, що спричинила небезпеку для соціальної стабільності в країні. Цього дня повідомлено про виявлення 33 нових випадків хвороби, загальна кількість випадків у країні зросла до 772. Кількість одужань в країні досягло позначки 202, зареєстровані 2 випадки смерті хворих.
3 квітня кількість випадків коронавірусної хвороби в країні зросла до 820, зареєстровано 226 одужань. Протягом доби нові смерті від коронавірусної хвороби не реєструвались.
4 квітня кількість підтверджених випадків коронавірусної хвороби зросла до 878, кількість одужань після коронавірусної хвороби зросла до 259. Цього дня в країні зареєстровано 2 випадки смерті від коронавірусної хвороби.
5 квітня кількість підтверджених випадків збільшилась на 83 нових, що стало найбільшим приростом з часу початку епідемії, унаслідок чого загальна кількість випадків хвороби зросла до 961, з яких 279 вже одужали. Того дня повідомлено про 5 нових смертей від коронавірусної хвороби. Значне зростання випадків виявлено як у столиці Багдаді, де виявлено 27 нових випадків, так і в столиці Іракського Курдистану Ербіль, де виявлено 18 нових випадків. Нові випадки в Ербілі пов'язані з проведенням заборонених раніше поховальних церемоній 21 і 23 березня, і за повідомленнями, поки йде пошук та обстеження контактних осіб, кількість хворих буде продовжувати зростати.
6 квітня кількість хворих коронавірусною хворобою в Іраку збільшилась на 70, загальна кількість хворих досягла кількості 1031 випадку, 344 хворих одужали. Того ж дня зареєстровано 3 нових смерті унаслідок коронавірусної хвороби. Більшість цих випадків — 41, зареєстровані в столиці Курдистану Ербілі, і 39 з них пов'язані із попередньо забороненими поховальними церемоніями, які проводились незадовго до цього, перші випадки хвороби, пов'язані з цими похованнями, зареєстровані напередодні. Це означало, що в цілому 71 із 133 випадків хвороби в Ербілі пов'язані з цими поховальними церемоніями.
15 квітня в країні зареєстровано 15 нових випадків хвороби, що стало найменшим показником нових випадків з 21 березня. 16 квітня було зафіксовано 19 нових випадків, кількість померлих від коронавірусної хвороби з початку епідемії в країні збільшилась до 80. 16 квітня в країні зареєстровано 19 нових випадків хвороби, а також 80-й випадок смерті від коронавірусної хвороби.

#### Після квітня
За травень у країні зареєстровано понад 6000 нових випадків хвороби.
14 червня в Ель-Диванії помер Тауфік аль-Ясірі, який став першим політиком, який помер в Іраку внаслідок коронавірусної хвороби.
21 червня унаслідок ускладнень коронавірусної хвороби у віці 56 років помер іракський футболіст та футбольний тренер Ахмед Раді.
Протягом місяця кількість підтверджених випадків коронавірусної хвороби в країні зросла в сім разів: з 6868 1 червня до 53 708 1 липня. У липні кількість випадків продовжувала зростати в геометричній прогресії. Станом на 5 липня було зареєстровано понад 60 тисяч випадків хвороби.
22 грудня 2020 року Ірак підписав попередню угоду про отримання 1,5 мільйона доз вакцини Pfizer–BioNTech на початку 2021 року. 27 грудня 2020 року Національний орган із відбору лікарських засобів Іраку надав екстрений дозвіл на використання вакцини Pfizer проти коронавірусу. Міністр охорони здоров'я Хасан ат-Тіміні заявив, що країна отримає вакцини разом зі спеціальним обладнанням для їх зберігання.

### 2021
19 січня 2021 року Ірак дозволив екстрене використання вакцини Oxford–AstraZeneca, а також вакцини Sinopharm BIBP.
У березні 2021 року Ірак отримав 50 тисяч доз вакцин «Sinopharm», наданих Китаєм, і розпочав свою програму вакцинації, починаючи з медичних працівників, які безпосередньо беруть участь у боротьбі з епідемією. Пізніше 25 березня країна отримала 336 тисяч доз вакцини AstraZeneca через програму ООН COVAX.
У квітні 2021 року Велика Британія зробила внесок у підтримку програми ООН для допомоги Іраку в боротьбі з коронавірусом, виділивши 4,2 мільйона доларів.
22 квітня кількість випадків COVID-19 в Іраку перевищила один мільйон.
13 липня під час пожежі в лікарні для хворих на коронавірус загинуло 92 людини. Причиною пожежі став вибух кисневого балону.

## Реакція та заходи уряду

### Комендантська година
13 березня курдський регіональний уряд запровадив комендантську годину на два дні в Ербілі та Сулейманії, яка згодом переросла у повний локдаун усього Іракського Курдистану з 4 квітня. Це різке збільшення випадків пов'язане з двома поховальними церемоніями. Умови локдауну передбачали в тому числі закриття всіх торговельних закладів, окрім кількох аптек, заборонені рух на вулицях, навіть просте пересування пішки.
Після смерті від коронавірусної хвороби літньої пари 14 березня в місті Шейх-Саад у провінції Васіт у місті введено локдаун. 15 березня в Кербелі було введено цілодобова комендантська година на три доби.

### Освітні заклади
Іракський Курдистан запровадив з 26 лютого по 10 березня 2020 року канікули у всіх державних та приватних школах, а також дитячих садках, на всій території автономії. Державні та приватні вищі навчальні заклади були закриті на карантин з 29 лютого по 10 березня. Карантин продовжився до кінця навчального року, й більшість навчальних закладів перейшли на онлайн-навчання. У початкових, середніх та старших класах школи з 16 лютого введено проміжні канікули; двотижневі канікули продовжили ще на тиждень, а пізніше ще на тиждень. 18 березня всі школи в Багдаді закрито на невизначений термін.

### Обмеження транспортного сполучення
Наприкінці лютого уряд Іраку закрив кордон країни з Іраном, дозволивши лише іракським громадянам повернутися на батьківщину після початку спалаху коронавірусної хвороби в Ірані. З 8 до 16 березня призупинена торгівля з Кувейтом. Після виявлення перших хворих в Іраку Йорданія 10 березня вирішила обмежити наземне та повітряне сполучення з Іраком. 10 березня курдський регіональний уряд ухвалив рішення закрити кордон з Іраном з 16 березня щонайменше до початку квітня. Для запобігання поширенню хвороби уряд Іраку заборонив в'їзд на свою території громадянам Німеччини і Катару. Пізніше до списку країн, з яких заборонений в'їзд до Іраку, додались також Китай, Франція, Іран, Італія, Японія, Сінгапур, Іспанія, Південна Корея та Таїланд. 15 березня призупинено всі авіарейси з аеропорту Багдада з 17 до 24 березня. На цей період у Багдаді також запроваджено комендантську годину.
15 січня 2021 року Ірак оголосив про заборону своїм громадянам на поїздки до 20 країн, де виявлено новий варіант коронавірусу.

### Соціальні проблеми та наслідки
27 лютого у Багдаді закрито школи, університети та кінотеатри. Інші великі публічні зібрання (включно з великими релігійними зібраннями) у містах заборонені до 7 березня. Боязнь інфікування коронавірусом обмежувала проведення поховальних церемоній у частині населених пунктів Іраку.
13 березня курдський регіональний уряд заборонив проведення релігійних церемоній на території автономії. Ці обмеження не були строгими до 4 квітня, коли встановлено, що дві поховальні церемонії 21 і 23 березня спричинили збільшення на третину випадків хвороби в місті Ербіль. Того ж дня уряд повідомили про чергове незаконне похоронне зібрання в сусідньому селі Дарату, наслідком якого стало закриття на карантин сусіднього села Зеревані.
Під час епідемії COVID-19 в Іраку зросла кількість грабунків артефактів. Через пандемію історичні місця відвідували мало туристів та іноземних археологів. Унаслідок цього багато з цих місць залишилися без охорони.

## Американські війська
20 березня 2020 року Спільна об'єднана оперативна група збройних сил США в Іраку підтвердила, що частина військ будуть виводитися з Іраку у зв'язку з епідемією коронавірусної хвороби. Того ж дня Центральне Командування Збройних сил США запровадило 14-денну паузу в переміщеннях військ, під час якої американські війська не могли як прибути, так і відбути з Іраку та Афганістану у зв'язку з пандемією коронавірусної хвороби. Ісламська Держава планувала скористатися вакуумом, який настане в Сирійській пустелі після відходу американських військ, прискореного епідемією коронавірусної хвороби.